# Leyton House CG911
O  CG911  é o modelo da Leyton House da temporada de 1991 da F-1. Condutores do modelo: Mauricio Gugelmin, Ivan Capelli e Karl Wendlinger.

## Resultados[1]
(legenda) 
| Ano  | Chassi | Motor          | Pneus | N° | Pilotos           | 1   | 2   | 3   | 4   | 5   | 6   | 7   | 8   | 9   | 10  | 11  | 12  | 13  | 14  | 15  | 16  | Pontos | Posição |  |
| ---- | ------ | -------------- | ----- | -- | ----------------- | --- | --- | --- | --- | --- | --- | --- | --- | --- | --- | --- | --- | --- | --- | --- | --- | ------ | ------- |  |
|      |        |                |       |    |                   |     |     |     |     |     |     |     |     |     |     |     |     |     |     |     |     |        |         |  |
|      |        |                |       |    |                   | USA | BRA | SMR | MON | CAN | MEX | FRA | GBR | GER | HUN | BEL | ITA | POR | ESP | JPN | AUS |        |         |  |
| 1991 | CG911  | Ilmor LH10 V10 | G     | 15 | Mauricio Gugelmin | Ret | Ret | 12† | Ret | Ret | Ret | 7   | Ret | Ret | 11  | Ret | 15  | 7   | 7   | 8   | 14  | 1      | 12º     |  |
| 1991 | CG911  | Ilmor LH10 V10 | G     | 16 | Ivan Capelli      | Ret | Ret | Ret | Ret | Ret | Ret | Ret | Ret | Ret | 6   | Ret | 8   | 17† | Ret |     |     | 1      | 12º     |  |
| 1991 | CG911  | Ilmor LH10 V10 | G     | 16 | Karl Wendlinger   |     |     |     |     |     |     |     |     |     |     |     |     |     |     | Ret | 20  | 1      | 12º     |  |

† Completou mais de 90% da distância da corrida.